# Piurai főegyházmegye
A Piurai főegyházmegye (latinul: Archidioecesis Piurensis) a római katolikus egyház egyik főegyházmegyéje. Érseki széke Piura városában, Peruban.

## Története
- 1940. február 29.: A főegyházmegye még egyházmegyeként levált Trujillói egyházmegye területéről.
- 1966. június 30.: Az egyházmegyét főegyházmegyei rangra emelték.

## Egyházi vezetés

### Piurai érsekek
- - José Antonio Eguren Anselmi, S.C.V. (since 2006. július 11-e óta)
  - Oscar Rolando Cantuarias Pastor (1981. szeptember 9. – 2006. július 11.)
  - Fernando Vargas Ruiz de Somocurcio, S.J. (1978. január január 18. – 1980. szeptember 26.)
  - Erasmo Hinojosa Hurtado (1966. június 30. – 1977. augusztus 6.)

### Piurai püspökök
- - Erasmo Hinojosa Hurtado (1963. január 6. – 1966. június 30.)
  - Carlos Alberto Arce Masías (1957 – 1963. január 6.)
  - Federico Pérez Silva (érseki rangban), C.M. (1953 – 1955)
  - Fortunato Chirichigno Pontolido, S.D.B. (1941. január 27. – 1953. január 2.)

## Szuffragán egyházmegyék
- Chachapoyasi egyházmegye
- Chiclayói egyházmegye
- Chulucanasi egyházmegye
- Chotai területi prelatúra

## Szomszédos egyházmegyék
- Machalai egyházmegye (észak)
- Lojai egyházmegye (északkelet)
- Chulucanasi egyházmegye (kelet)
- Chiclayói egyházmegye (dél)

## Fordítás
Ez a szócikk részben vagy egészben  a   Roman Catholic Archdiocese of Piura című angol Wikipédia-szócikk fordításán alapul.  Az eredeti cikk szerkesztőit annak laptörténete sorolja fel. Ez a jelzés csupán a megfogalmazás eredetét és a szerzői jogokat jelzi, nem szolgál a cikkben szereplő információk forrásmegjelöléseként.